# Pèrdua de Bagdad i reforçament otomà (1394)
El 1394 els timúrides van perdre Bagdad i l'Iraq Àrab.
Ahmad ibn Uways havia pogut arribar a territori mameluc finals de 1393) i havia obtingut suport del sultà Barquq. Absent Tamerlà, que estava a l'Awnik o a Geòrgia. El sultà va retornar acompanyat de soldats mamelucs i immediatament va rebre el suport dels seus antics partidaris i de diversos senyors locals i tribals i va entrar a Bagdad d'on es va retirar el seu governador Sabzawari, que només disposava de 3000 soldats; aquesta guarnició es va dirigir cap a Xuixtar al Khuzestan i els jalayírides van aconseguir el domini de tot l'Iraq Arabí.
Això era un reforçament pels mamelucs d'Egipte i Síria però també per l'otomà Baiazet I, que els darrers anys no havia parat d'incrementar el seu poder i pel qual, Ahmad era un potencial aliat.